# 湄公河乡
湄公河乡，旧译湄公乡，是缅甸掸邦东部第四特区南板县下辖的一个乡。

## 地理
湄公河乡沿湄公河北岸和南垒河东岸分布，东临勐康乡，北接迪斯乡，西邻帕章乡，西南与万科乡相接，与老挝隔湄公河相望。索垒码头位于南垒河注入湄公河交汇处，是湄公河乡重要货运枢纽。

## 行政区划
湄公河乡下辖17个村寨：
- 湄公河村（မဲခေါင်ရွာ）[3]
- 色棱村（ဆေလိန်ရွာ）
- 万莫村（ဝမ်မောက်ရွာ）
- 回波村（ဟွေဘောရွာ）
- 回嘎村（ဟွေကာရွာ）
- 回郭村（ဟွေကိုရွာ）
- 回耶村（ဟွေရယ်ရွာ）
- 勐潘村（မိုင်းဖန်ရွာ）[4]
- 角巴村（ဂျော်ဘာရွာ）
- 角沙村（ကျော်ဆားရွာ）
- 波赫村（ဘိုးဟဲရွာ）[5]
- 索垒村（စွပ်လွေရွာ）[6]
- 阿桑村[7]
- 小王村[8]
- 先聂上寨（ဆီးညက်ပေါ်ရွာ）[9]
- 先聂老寨（ရှီညဲ့ကောဝ်ရွာ）[10]
- 当朗下寨（ဒေါင်းလောင်အောက်ရွာ）[11]

## 教育
湄公河乡有波赫学校等乡村学校。